# Ronde van Vlaanderen 1957
De 41ste editie van de Ronde van Vlaanderen werd verreden op 31 maart 1957 over een afstand van 242 km van Gent naar Wetteren. De gemiddelde uursnelheid van de winnaar was 40,336 km/h. Van de 174 vertrekkers bereikten er 85 de aankomst.

## Koersverloop
Een kleine groep ontsnapte even voor de Muur van Geraardsbergen. Onder de druk van Fred De Bruyne viel de groep uiteen. Hij won uiteindelijk de sprint.

## Hellingen
- Kwaremont
- Statieberg
- Berg ten Stene
- Kloosterstraat

## Uitslag
| Rang | Renner            | Land      | Ploeg                                 | Tijd  |
| ---- | ----------------- | --------- | ------------------------------------- | ----- |
| 1    | Fred De Bruyne    | België    | Carpano-Coppi                         | 5h57' |
| 2    | Jef Planckaert    | België    | Peugeot - BP                          |       |
| 3    | Norbert Kerckhove | België    | Faema-Guerra                          |       |
| 4    | Nicolas Barone    | Frankrijk | Saint Raphael - Geminiani - Quinquina |       |
| 5    | Yvo Molenaers     | België    | Plume Sport                           |       |
| 6    | Gastone Nencini   | Italië    | Leo - Chlorodont                      |       |
| 7    | Seamus Elliott    | Ierland   | Helyett - Potin                       |       |
| 8    | Frans Schoubben   | België    | Peugeot - BP                          |       |
| 9    | Agostino Coletto  | Italië    | Carpano-Coppi                         |       |
| 10   | Désiré Keteleer   | België    | Carpano-Coppi                         |       |

1913 · 
1914 · 
1915 · 
1916 · 
1917 · 
1918 · 
1919 · 
1920 · 
1921 · 
1922 · 
1923 · 
1924 · 
1925 · 
1926 · 
1927 · 
1928 · 
1929 · 
1930 · 
1931 · 
1932 · 
1933 · 
1934 · 
1935 · 
1936 · 
1937 · 
1938 · 
1939 · 
1940 · 
1941 · 
1942 · 
1943 · 
1944 · 
1945 · 
1946 · 
1947 · 
1948 · 
1949 · 
1950 · 
1951 · 
1952 · 
1953 · 
1954 · 
1955 · 
1956 · 
1957 · 
1958 · 
1959 · 
1960 · 
1961 · 
1962 · 
1963 · 
1964 · 
1965 · 
1966 · 
1967 · 
1968 · 
1969 · 
1970 · 
1971 · 
1972 · 
1973 · 
1974 · 
1975 · 
1976 · 
1977 · 
1978 · 
1979 · 
1980 · 
1981 · 
1982 · 
1983 · 
1984 · 
1985 · 
1986 · 
1987 · 
1988 · 
1989 · 
1990 · 
1991 · 
1992 · 
1993 · 
1994 · 
1995 · 
1996 · 
1997 · 
1998 · 
1999 · 
2000 · 
2001 · 
2002 · 
2003 · 
2004 · 
2005 · 
2006 · 
2007 · 
2008 · 
2009 · 
2010 · 
2011 · 
2012 · 
2013 · 
2014 · 
2015 · 
2016 · 
2017 · 
2018 · 
2019 · 
2020 · 
2021 · 
2022 · 
2023 · 
2024
Lijst van beklimmingen